# Station Harmonstown
Station Harmonstown  is een treinstation in Harmonstown, een buitenwijk in het noorden van Dublin. Het station ligt aan de  noordelijke tak van DART.  
Naar Dublin rijdt ieder kwartier een DART-trein. In noordelijke richting rijdt ieder kwartier een trein naar Howth Juntion, deze rijden door naar Malahide of Howh. In Howth Junction is een aansluiting richting Drogheda. 